# گکوی زمینی بونگابینا
گکوی زمینی بونگابینا (نام علمی: Lucasium bungabinna) نام یک گونه از سرده گکوهای زمینی است.